# Густав (ураган)
Ураганът Густав е 7-а тропическа буря и 3-тият ураган от атлантическия ураганен сезон през август 2008 г.
Формира се в ранното утро на 25 август като тропическа депресия на 420 km югоизточно от Порт о Пренс, столицата на Хаити, и бързо увеличава силата си, като на 25 август следобед се превръща в тропическа буря, а на 26 август – в ураган от 1-ва категория по скалата на Сафир-Симпсън. По-късно на 26 август първата ударена от урагана точка от сушата е град Джакмел в Хаити. Близо 140 души загиват вследствие от урагана. Той увеличава силата си от тропическа буря до ураган от 4-та категория за по-малко от 24 часа.

## История на бурята
След като удря Хаити със сила от първа категория и отнема живота на 76 души там и още 8 в Доминиканската република, Густав отслабва се насочва към Ямайка. След като убива 11 души в Ямайка, тропическата буря отново прераства в ураган и се насочва към Каймановите острови и Западна Куба. След като удря Каймановите острови, прераства от първа в четвърта категория и с ветрове над 220 km/h връхлита западната част на Куба. Густав отслабва до трета категория и продължава на северозапад към бреговете на американския щат Луизиана. На 1 септември, към 16:30 часа българско време, ураганът удря крайбрежието на Луизиана с ветрове над 170 km/h. 4 часа след до̀сега със сушата Густав отслабва до ураган от първа категория. На 2 септември, ураганът окончателно отслабва до тропическа депресия. Жертвите в САЩ са 43.

## Поражения
| Хаити                  | 76  |
| Доминиканска република | 8   |
| Ямайка                 | 11  |
| САЩ                    | 43  |
| Общо                   | 138 |

Густав нанася поражения в общо 5 страни: Хаити, Доминиканската република, Каймановите острови, Куба и Съединените американски щати.

### Хаити
Ураганът достига Хаити на 26 август, в района на град Джакмел, като ураган от 1 категория по скалата на Сафир-Симпсън. Обилните валежи, предизвикани от урагана предизвикват свличане на почвата, което убива 1 човек. Повече от двама са убити в югозападната част на страната, когато къщата им се срутва. Регистрирани са други два смъртни случая, предизвикани от експлозия в къща, породена може би от урагана. Общо 76 са жертвите на Густав в Хаити. Ранените са 22. Общо 20 000 души са засегнати от урагана. Около 2100 къщи са разрушени, а над 8100 имат повреди.

### Доминиканска република
В Доминиканската република, свличане на почвата убива 8 души. Ранените са двама. Властите съобщават, че над 6200 души са били евакуирани и има поражения на повече от 1200 къщи. Разрушените домове са 12. Поради наводнението повече от 50 общини са изолирани.

### Ямайка
Густав удря Ямайка като тропическа буря. Жертвите на бурята са общо 11. Силните дъждове на Густав предизвикват наводнение. Няколко моста в страната са разрушени. Властите оценяват щетите на пътната инфраструктура в страната на приблизително 41,8 млн. долара.

### Кайманови острови
Каймановите острови Густав удря като ураган от 1 категория. Силните дъждове и бурните вълни наводняват много улици. Двама души са повалени от огромни вълни, докато се опитват да направят снимки на бурята. Повече от 1100 души прекарват нощта в правителствен подслон, докато големи вълни и силни ветрове атакуват островите, съобщава Националният център по аварийни операции. Много хора изчакват в частни домове и хотели бурята да отмине.

### Куба
След като засяга Каймановите острови като ураган от 1 категория, Густав бързо увеличава силата си и на 30 август, като ураган от четвърта категория, връхлита западните части на Куба. Първото появяване на сушата на Густав в Куба е близо до общината Лос Паласиос в провинция Пинар дел Рио, регион, в който се произвежда по-голямата част от тютюна, използван за направата на прочутите кубински пури. В Лос Паласиос около 7000 къщи остават без покрив, по-голямата част от които са и с разрушени стени. Най-големи поражения претърпяват оризовите и банановите стопанства.
Най-малко 300 хил. души са евакуирани от пътя на Густав, който приближава Куба с ветрове със скорост 220 km/h, събаряйки телефонни стълбове, овощни дървета, чупейки прозорци и откъсвайки покриви на къщи. Кубинските власти обявяват, че Густав е най-опустошителният ураган, удрял Куба през последните 50 години. Пориви на вятъра, достигащи 341 km/h, най-силните в Куба дотогава, са регистрирани в град Пасо Реал де Сан Диего, според местния вестник Герилеро. Ветровете са толкова силни, че счупват инструментите в метеорологичната станция. Електричеството в голяма част от региона е спряно.
Властите на гражданска защита съобщават, че много хора са ранени на остров Хувентуд – остров с 87 хил. души население, разположен на юг от остров Куба. Приблизително всички пътища на острова са заличени, а някои райони са силно наводнени. Смъртни случаи в Куба не са регистрирани, въпреки огромните поражения.
Според властите на гражданската защита на кубинската провинция Пинар дел Рио, повредените домове са 86 хил., 600 електрически стълба и 80 електрически кули са паднали. Кубинската електрическа компания посочва, че електрическата мрежа на остров Хувентуд е 100% поразена.

### САЩ
Въпреки че бурята все още е в етапи на образуване на 26 август, страховете че Густав евентуално ще спре производството на петрол в Мексиканския залив, предизвикват увеличение на цените на петрола. На 27 август американските компании за добив на петрол и природен газ започват да евакуират персонала от сондовите кули в Мексиканския залив заради прогнозите, че Густав ще увеличи силата си и ще навлезе в залива. На 30 август над 76% от производството на петрол и 37% от производството на природен газ в залива са спрени. По обед на 31 август 96% от производството на петрол е спряно.